# Бинкель
Бинкель (словен. Binkelj) — поселення в общині Шкофя Лока, Горенський регіон, Словенія. Висота над рівнем моря: 368,5 м.